# Austrotachardiella sexcordata
Austrotachardiella sexcordata är en insektsart som beskrevs av Matile-ferrero in Matile-ferrero och Couturier 1993. Austrotachardiella sexcordata ingår i släktet Austrotachardiella och familjen Kerriidae.
Artens utbredningsområde är Peru. Inga underarter finns listade i Catalogue of Life.